# Тирский, Григорий Александрович
Григо́рий Алекса́ндрович Ти́рский (1 сентября 1929, Тира, Иркутская область — 10 октября 2022, Долгопрудный, Московская область) — советский и российский учёный-механик и педагог высшей школы.

## Биография
Родился в крестьянской семье. В 1931 году с родителями переехал в Якутск. Отец работал на предприятиях лесопромышленного комплекса рабочим, а получив специальное образование — бухгалтером. С началом Великой Отечественной войны отец был призван в армию, в 1944 году погиб на фронте.
Среднее образование получил в Якутске, школу окончил с серебряной медалью. Увлёкся лыжным спортом, был чемпионом Якутии в своей возрастной группе.
Окончил механико-математический факультет и спецфакультет (ныне физико-технический факультет) Томского государственного университета (1952, с отличием). С 1952 по 1956 год учился в аспирантуре механико-математического факультета МГУ имени М. В. Ломоносова, научный руководитель — академик Л. И. Седов. В 1955 году защитил диссертацию на соискание учёной степени кандидата физико-математических наук (тема — «Точные решения некоторых задач свободной и вынужденной тепловой конвекции»).
Начал работать в ЦИАМ имени П. И. Баранова. С 1957 года преподает в Московском физико-техническом институте, где является профессором кафедры вычислительной математики.
С 1961 года работал в Институте механики МГУ. В 1964 году возглавил лабораторию физико-химической газодинамики, бессменно руководил лабораторией до 2013 года, затем — главный научный сотрудник. Уволился 15 декабря 2020.
В 1964 году защитил диссертацию на соискание учёной степени доктора физико-математических наук (тема — «Разрушение твёрдых тел в гиперзвуковом потоке газа»).
С 1970 года Г. А. Тирский совместно с Э. А. Гершбейном и Н. Н. Пилюгиным читал для студентов кафедры гидромеханики мехмата МГУ специальный курс «Динамика ионизирующегося и излучающего газа».
Являлся действительным членом Российской академии естественных наук (секция физики), международной Нью-Йоркской академии наук, Академии Международной астронавтической федерации, членом Российского национального комитета по теоретической и прикладной механике, членом Европейского общества механики (EUROMECH), Соросовским профессором, почётным доктором Научно-исследовательского института прикладной математики и механики (НИИ ПММ) при Томском государственном университете, членом редколлегий журналов «Прикладная математика и механика» и «Успехи механики», членом Российского общества по тепло- и массообмену (РОТИМО), Томского общества учёных-механиков и теплофизиков и др.
Скончался 10 октября 2022 года. Похоронен на Долгопрудненском кладбище.

## Научная деятельность
Фундаментальные результаты получены Г. А. Тирским в области гиперзвуковой аэродинамики и теплообмена, физико-химической газодинамики, теории пограничного слоя, баллистики метеорных тел, в кинетической теории газов. Он является автором 370 научных работ фундаментального и прикладного характера, трёх изобретений и одного научного открытия.
Подготовил более 60 кандидатов наук, 21 из них защитили докторские диссертации.

## Награды, премии, звания
- Медаль ордена «За заслуги перед Отечеством» II степени (2003) — за достигнутые трудовые успехи и многолетнюю добросовестную работу (2003)[9]
- Золотая медаль имени С. А. Чаплыгина РАН (1995) — за цикл работ «Термохимически неравновесная гидродинамика»[10]
- Премия им. М. В. Ломоносова МГУ второй степени (1985) — за цикл работ «Теоретическое исследование сверхзвукового обтекания тел вязким неравновесным газом»
- Премия Минвуза СССР (1986) — «За лучшую научную работу в области аэродинамики и теплообмена»
- Медаль и премия им. академика Л. И. Седова (2004) — «За выдающиеся достижения в области механики жидкости и газа и общих основ механики сплошной среды»
- Премия Правительства РФ в области науки и техники «Создание теоретических основ и программных комплексов для моделирования высокотемпературных течений многокомпонентного газа и плазмы и процессов теплообмена в обеспечение разработки современных выводимых и спускаемых космических аппаратов» (руководитель работы) (2007)[7]
- Заслуженный деятель науки РФ (1997)[11]
- Заслуженный профессор МФТИ[3].

## Публикации

### Отдельные издания
- Пилюгин Н. Н., Тирский Г. А. . Основы динамики излучающего газа. — М.: Изд-во Моск. ун-та, 1979. — 146 с.
- Пилюгин Н. Н., Тирский Г. А. . Динамика ионизированного излучающего газа. — М.: Изд-во Моск. ун-та, 1989. — 309 с. — ISBN 5-211-00325-X.
- Тирский Г. А., Сахаров В. И., Ковалёв В. Л., Егоров И.В. и др . Гиперзвуковая аэродинамика и тепломассообмен спускаемых космических аппаратов и планетных зондов / Под ред. Г. А. Тирского. — М.: Физматлит, 2011. — 548 с. — ISBN 978-5-9221-1322-9.

### Некоторые статьи

#### Аэродинамика и газовая динамика
- Тирский Г. А.  О распределении температуры в неоднородном стержне переменного сечения, обтекаемом газом // Изв. АН СССР. ОТН. Механика и машиностроение. — 1957. — № 1. — С. 70—76.
- Тирский Г. А.  Кручение полого стержня, ограниченного крыловыми профилями Жуковского — Чаплыгина // Изв. АН СССР. ОТН. Механика и машиностроение. — 1959. — № 2. — С. 114—121.
- Тирский Г. А.  Разрушение передней кромки стреловидного крыла в гиперзвуковом потоке // Журнал прикладной механики и технической физики. — 1961. — № 6. — С. 54—68.
- Тирский Г. А.  Континуальные модели в задачах гиперзвукового обтекания затупленных тел разреженным газом // Прикл. математика и механика. — 1997. — Т. 61, вып. 6. — С. 903—930.
- Брыкина И. Г., Рогов Б. В., Тирский Г. А.  Континуальные модели разреженных потоков газа в задачах гиперзвуковой аэротермодинамики // Прикл. математика и механика. — 2006. — Т. 70, вып. 6. — С. 990—1016.
- Брыкина И. Г., Рогов Б. В., Тирский Г. А.  О применимости континуальных моделей в переходном режиме гиперзвукового обтекания затупленных тел // Прикл. математика и механика. — 2009. — Т. 73, вып. 5. — С. 700—716.

#### Физико-химическая газодинамика
- Тирский Г. А.  Оплавление тела в окрестности критической точки и линии в диссоциированном потоке воздуха с испарением плёнки расплава // Журнал вычислительной математики и математической физики. — 1961. — Т. 1, № 3. — С. 481—498.
- Тирский Г. А.  Сублимация тупого тела в окрестности критической точки в плоском и осесимметричном потоке смеси газов // Журнал вычислительной математики и математической физики. — 1961. — Т. 1, № 5. — С. 884—902.
- Бенилов М. С., Рогов Б. В., Тирский Г. А.  Теоретическое определение ионного тока насыщения на электрические зонды в дозвуковых потоках плазмы // Теплофизика высоких температур. — 1981. — Т. 19, № 5. — С. 1031—1039.
- Тирский Г. А., Щербак В. Г.  Влияние колебательной релаксации при обтекании тел химически неравновесным воздухом с учётом вязкости // Изв. АН СССР. Механика жидкости и газа. — 1990. — № 1. — С. 151—157.
- Кирютин Б. А., Тирский Г. А.  Граничные условия скольжения на каталитической поверхности в многокомпонентном потоке газа // Изв. РАН. Механика жидкости и газа. — 1996. — № 1. — С. 159—168.

#### Теория пограничного слоя
- Тирский Г. А.  Анализ химического состава ламинарного многокомпонентного пограничного слоя на поверхности горящих пластиков // Космические исследования. — 1964. — Т. 2, вып. 4. — С. 570—594.
- Тирский Г. А.  Вычисление эффективных коэффициентов диффузии в ламинарном диссоциированном многокомпонентном пограничном слое // Прикл. математика и механика. — 1969. — Т. 33, вып. 1. — С. 180—192.
- Гершбейн Э. А., Казаков В. Ю., Тирский Г. А.  О развитии ламинарного пограничного слоя за точкой разрыва каталитической активности поверхности // Теплофизика высоких температур. — 1986. — Т. 24, № 6. — С. 1132—1142.
- Васильевский С. А., Тирский Г. А., Утюжников С. В.  Численный метод решения уравнений вязкого ударного слоя // Журнал вычислительной математики и математической физики. — 1987. — Т. 27, № 5. — С. 741—750.
- Пилюгин Н. Н., Талипов Р. Ф., Тирский Г. А., Утюжников С. В.  Расчет сверхзвукового турбулентного течения около затупленных тел с использованием полных уравнений вязкого ударного слоя // Теплофизика высоких температур. — 1994. — Т. 32, № 2. — С. 242—248.
- Ковалёв В. Л., Крупнов А. А., Тирский Г. А.  Решение уравнений вязкого ударного слоя методом простых глобальных итераций по градиенту давления и форме ударной волны // Доклады Академии наук. — 1994. — Т. 338, № 3. — С. 333—336.
- Тирский Г. А.  Обобщённые уравнения вязкого ударного слоя с условиями скольжения на обтекаемой поверхности и головной ударной волне // Прикл. математика и механика. — 2009. — Т. 73, вып. 5. — С. 684—699.

#### Баллистика метеорных тел
- Апштейн Э. З., Пилюгин Н. Н., Тирский Г. А.  Унос массы и изменение формы трёхмерного тела при движении по траектории в атмосфере Земли // Космические исследования. — 1979. — Т. 17, вып. 2. — С. 246—255.
- Тирский Г. А.  Взаимодействие космических тел с атмосферами Земли и планет // Соросовский образовательный журнал. — 2000. — Т. 6, № 5. — С. 76—82.
- Тирский Г. А., Ханукаева Д. Ю.  Баллистика единого метеорного тела с учётом уноса массы в неизотермической атмосфере // Космические исследования. — 2007. — Т. 45, вып. 6. — С. 505—514.
- Тирский Г. А., Ханукаева Д. Ю.  Баллистика дробящегося метеороида с учётом уноса массы в неизотермической атмосфере // Космические исследования. — 2008. — Т. 46, вып. 2. — С. 122—134.